# Benthodesmus suluensis
Benthodesmus suluensis är en fiskart som beskrevs av Parin, 1976. Benthodesmus suluensis ingår i släktet Benthodesmus och familjen Trichiuridae. Inga underarter finns listade.